# Hans Hjalmar
Hans Olof Hjalmar, född 2 mars 1968, är en svensk före detta professionell ishockeyforward.
Han har spelat för Skellefteå HC och Luleå HF i Elitserien.